# Yuan Yuxuan
Yuan Yuxuan (Xangai, 08 de julho de 1997) é uma atriz chinesa conhecida por seus papéis em A Filha do Fogo (2018), Lenda de Fuyao (2018) e Três Vidas, Três Mundos: O Livro de Cabeceira (2020) e Novolândia: Eclipse de Pérola (2021). 

## Filmografia

### Televisão

#### Séries
| Ano  | Título                                        | Papel           | Ref                 |
| ---- | --------------------------------------------- | --------------- | ------------------- |
| 2018 | A Filha do Fogo                               | Die Yi          | [ 4 ] [ 5 ]         |
| 2018 | Lenda de Fuyao                                | Qi Yun          | [ 6 ] [ 5 ]         |
| 2020 | Três Vidas, Três Mundos: O Livro de Cabeceira | Cheng Yu        | [ 7 ] [ 8 ]         |
| 2020 | Minha Fantástica Garota Certa                 | Mi Xiao Qi      | [ 9 ] [ 10 ]        |
| 2020 | Juventude Sem Prescrição                      | Tong Yushi      | [ 11 ] [ 12 ]       |
| 2021 | O Segredo do Amor                             | Mu Xiao / Su Yi | [ 13 ] [ 14 ]       |
| 2021 | Novolândia: Eclipse de Pérola                 | Ju Zheliu       | [ 15 ] [ 2 ] [ 16 ] |

#### Programa de Variedades
| Ano  | Título             | Ref    |
| ---- | ------------------ | ------ |
| 2015 | Grade One Freshman | [ 17 ] |

## Ligações Externas
- *  Yuan Yuxuan. no IMDb.
- Yuan Yuxuan no JayWalk Studio
- Yuan Yuxuan no Rakuten Viki
- Yuan Yuxuan no MyDramaList